# Tour Colombia de 2019
A 2.ª edição do Tour Colombia (oficialmente: Tour Colombia de 2.1 - Lo que somos) celebrou-se entre 12 e 17 de fevereiro de 2019 e iniciou com uma contrarrelógio por equipas na cidade de Medellín e finalizou no Alto de Las Palmas no departamento de Antioquia na Colômbia. O percurso constou de 6 etapas sobre uma distância total de 826,4 km.
A carreira fez parte do circuito UCI America Tour de 2019 dentro da categoria 2.1 e foi vencida pelo ciclista colombiano Miguel Ángel López da equipa Astana. O pódio completaram-no os também colombianos Iván Ramiro Sosa da Sky e Daniel Felipe Martínez da EF Education First.

## Equipas participantes
Tomaram da partida um total de 28 equipas, dos quais 6 são de categoria UCI WorldTeam, 7 Profissional Continental, 12 Continental e 3 Selecções nacionais, quem conformaram um pelotão de 168 ciclistas dos quais terminaram 136. As equipas participantes foram:
| Equipes WorldTeam (6)- Astana - Deceuninck-Quick Step - EF Education First - Movistar Team - Sky - UAE Team Emirates Equipes profissionais Continentais (7)- Androni Giocattoli-Sidermec - Bardiani CSF - Hagens Berman Axeon - Israel Cycling Academy - Manzana Postobón - Neri Sottoli-Selle Italia-KTM - Nippo Vini Fantini Faizanè Equipes Continentais (12)- Aevolo - BetPlay Cycling Team - Coldeportes Bicicletas Strongman - Coldeportes Zenú - Deprisa Team - Efapel - EPM-Scott - GW Shimano Chaoyang Kixx Envía PX Lazer - IAM Excelsior - Medellín - Orgullo Paisa - Team Illuminate Equipes nacionais (3)- Colômbia - Equador - Itália |
| |

## Percorrido
| Etapa | Data    | Percurso                       | type                       | Distância (km) | Vencedor              | Líder geral        |
| ----- | ------- | ------------------------------ | -------------------------- | -------------- | --------------------- | ------------------ |
| 1     | 12 fev. | Medellín – Medellín            | contrarrelógio por equipes | 14             | EF Education First    | Rigoberto Urán     |
| 2     | 13 fev. | La Ceja – La Ceja              | etapa plana                | 150,5          | Álvaro Hodeg          | Álvaro Hodeg       |
| 3     | 14 fev. | Rionegro – Rionegro            | etapa escarpada            | 167,6          | Juan Sebastián Molano | Rigoberto Urán     |
| 4     | 15 fev. | Medellín – Medellín            | etapa plana                | 144            | Bob Jungels           | Bob Jungels        |
| 5     | 16 fev. | La Unión – La Unión            | média montanha             | 176,8          | Julian Alaphilippe    | Julian Alaphilippe |
| 6     | 17 fev. | El Retiro – Alto de Las Palmas | média montanha             | 173,5          | Nairo Quintana        | Miguel Ángel López |

## Desenvolvimento da carreira

### 1.ª etapa
| Medellín - Medellín | contrarrelógio por equipes | (14 km) |

| \| Classificação por etapas \| Classificação por etapas \| Classificação por etapas \| Classificação por etapas \| Classificação por etapas \| Classificação por etapas \| \| Equipe \| Equipe \| Tempo \| Intervalo de tempo \| Rapidez \| \| \| ------------------------ \| -------------------------------- \| ------------------------ \| ------------------------ \| ------------------------ \| ------------------------ \| \| 1. \| EF Education First \| 15m05s \| 0s \| 55.691 km/h \| \| \| 2. \| Deceuninck-Quick Step \| 15m13s \| + 8s \| 55.203 km/h \| \| \| 3. \| Sky \| 15m15s \| + 10s \| 55.082 km/h \| \| \| 4. \| Astana \| 15m27s \| + 22s \| 54.369 km/h \| \| \| 5. \| UAE Team Emirates \| 15m40s \| + 35s \| 53.617 km/h \| \| \| 6. \| Medellín \| 15m45s \| + 40s \| 53.333 km/h \| \| \| 7. \| Movistar Team \| 15m49s \| + 44s \| 53.109 km/h \| \| \| 8. \| EPM-Scott \| 15m57s \| + 52s \| 52.665 km/h \| \| \| 9. \| Coldeportes Bicicletas Strongman \| 15m58s \| + 53s \| 52.610 km/h \| \| \| 10. \| Manzana Postobón \| 15m59s \| + 54s \| 52.555 km/h \| \| |                                  |        |                    |             |
| |                                  |        |                    |             |
| Fonte: ProCyclingStats |                                  |        |                    |             |
| Classificação por etapas |                                  |        |                    |             |
| Equipe | Equipe                           | Tempo  | Intervalo de tempo | Rapidez     |
| 1. | EF Education First               | 15m05s | 0s                 | 55.691 km/h |
| 2. | Deceuninck-Quick Step            | 15m13s | + 8s               | 55.203 km/h |
| 3. | Sky                              | 15m15s | + 10s              | 55.082 km/h |
| 4. | Astana                           | 15m27s | + 22s              | 54.369 km/h |
| 5. | UAE Team Emirates                | 15m40s | + 35s              | 53.617 km/h |
| 6. | Medellín                         | 15m45s | + 40s              | 53.333 km/h |
| 7. | Movistar Team                    | 15m49s | + 44s              | 53.109 km/h |
| 8. | EPM-Scott                        | 15m57s | + 52s              | 52.665 km/h |
| 9. | Coldeportes Bicicletas Strongman | 15m58s | + 53s              | 52.610 km/h |
| 10. | Manzana Postobón                 | 15m59s | + 54s              | 52.555 km/h |

| \| Classificação geral \| Classificação geral \| Classificação geral \| Classificação geral \| Classificação geral \| \| Ciclista \| Ciclista \| Equipe \| Tempo \| \| \| ------------------- \| ---------------------- \| --------------------- \| ------------------- \| ------------------- \| \| 1. \| Rigoberto Urán \| EF Education First \| 15m05s \| \| \| 2. \| Daniel Felipe Martínez \| EF Education First \| + 0s \| \| \| 3. \| Lawson Craddock \| EF Education First \| + 0s \| \| \| 4. \| Taylor Phinney \| EF Education First \| + 0s \| \| \| 5. \| Bob Jungels \| Deceuninck-Quick Step \| + 8s \| \| \| 6. \| Julian Alaphilippe \| Deceuninck-Quick Step \| + 8s \| \| \| 7. \| Maximiliano Richeze \| Deceuninck-Quick Step \| + 8s \| \| \| 8. \| Álvaro Hodeg[3] \| Deceuninck-Quick Step \| + 8s \| \| \| 9. \| Jhonatan Narváez \| Team Sky \| + 10s \| \| \| 10. \| Iván Ramiro Sosa \| Team Sky \| + 10s \| \| |                        |                       |        |
| |                        |                       |        |
| Fonte: ProCyclingStats |                        |                       |        |
| Classificação geral |                        |                       |        |
| Ciclista | Ciclista               | Equipe                | Tempo  |
| 1. | Rigoberto Urán         | EF Education First    | 15m05s |
| 2. | Daniel Felipe Martínez | EF Education First    | + 0s   |
| 3. | Lawson Craddock        | EF Education First    | + 0s   |
| 4. | Taylor Phinney         | EF Education First    | + 0s   |
| 5. | Bob Jungels            | Deceuninck-Quick Step | + 8s   |
| 6. | Julian Alaphilippe     | Deceuninck-Quick Step | + 8s   |
| 7. | Maximiliano Richeze    | Deceuninck-Quick Step | + 8s   |
| 8. | Álvaro Hodeg           | Deceuninck-Quick Step | + 8s   |
| 9. | Jhonatan Narváez       | Team Sky              | + 10s  |
| 10. | Iván Ramiro Sosa       | Team Sky              | + 10s  |

### 2.ª etapa
| La Ceja - La Ceja | etapa plana | (150,5 km) |

| \| Classificação por etapas \| Classificação por etapas \| Classificação por etapas \| Classificação por etapas \| Classificação por etapas \| \| Ciclista \| Ciclista \| Equipe \| Tempo \| \| \| ------------------------ \| ------------------------ \| ----------------------------- \| ------------------------ \| ------------------------ \| \| 1. \| Álvaro Hodeg \| Deceuninck-Quick Step \| 3h21m40s \| \| \| 2. \| Martin Laas \| Illuminate \| + 0s \| \| \| 3. \| Juan Sebastián Molano \| UAE Team Emirates \| + 0s \| \| \| 4. \| Mihkel Räim \| Israel Cycling Academy \| + 0s \| \| \| 5. \| Maximiliano Richeze \| Deceuninck-Quick Step \| + 0s \| \| \| 6. \| Luca Pacioni \| Neri Sottoli-Selle Italia-KTM \| + 0s \| \| \| 7. \| Imerio Cima \| Nippo-Vini Fantini-Faizanè \| + 0s \| \| \| 8. \| Paolo Simion \| Bardiani CSF \| + 0s \| \| \| 9. \| Egan Bernal \| Team Sky \| + 0s \| \| \| 10. \| Jhonatan Narváez \| Team Sky \| + 0s \| \| |                       |                               |          |
| |                       |                               |          |
| Fonte: ProCyclingStats |                       |                               |          |
| Classificação por etapas |                       |                               |          |
| Ciclista | Ciclista              | Equipe                        | Tempo    |
| 1. | Álvaro Hodeg          | Deceuninck-Quick Step         | 3h21m40s |
| 2. | Martin Laas           | Illuminate                    | + 0s     |
| 3. | Juan Sebastián Molano | UAE Team Emirates             | + 0s     |
| 4. | Mihkel Räim           | Israel Cycling Academy        | + 0s     |
| 5. | Maximiliano Richeze   | Deceuninck-Quick Step         | + 0s     |
| 6. | Luca Pacioni          | Neri Sottoli-Selle Italia-KTM | + 0s     |
| 7. | Imerio Cima           | Nippo-Vini Fantini-Faizanè    | + 0s     |
| 8. | Paolo Simion          | Bardiani CSF                  | + 0s     |
| 9. | Egan Bernal           | Team Sky                      | + 0s     |
| 10. | Jhonatan Narváez      | Team Sky                      | + 0s     |

| \| Classificação geral \| Classificação geral \| Classificação geral \| Classificação geral \| Classificação geral \| \| Ciclista \| Ciclista \| Equipe \| Tempo \| \| \| ------------------- \| ---------------------- \| --------------------- \| ------------------- \| ------------------- \| \| 1. \| Álvaro Hodeg \| Deceuninck-Quick Step \| 3h36m43s \| \| \| 2. \| Rigoberto Urán \| EF Education First \| + 2s \| \| \| 3. \| Daniel Felipe Martínez \| EF Education First \| + 2s \| \| \| 4. \| Lawson Craddock \| EF Education First \| + 2s \| \| \| 5. \| Maximiliano Richeze \| Deceuninck-Quick Step \| + 10s \| \| \| 6. \| Julian Alaphilippe \| Deceuninck-Quick Step \| + 10s \| \| \| 7. \| Bob Jungels \| Deceuninck-Quick Step \| + 10s \| \| \| 8. \| Jhonatan Narváez \| Team Sky \| + 12s \| \| \| 9. \| Egan Bernal \| Team Sky \| + 12s \| \| \| 10. \| Iván Ramiro Sosa \| Team Sky \| + 12s \| \| |                        |                       |          |
| |                        |                       |          |
| Fonte: ProCyclingStats |                        |                       |          |
| Classificação geral |                        |                       |          |
| Ciclista | Ciclista               | Equipe                | Tempo    |
| 1. | Álvaro Hodeg           | Deceuninck-Quick Step | 3h36m43s |
| 2. | Rigoberto Urán         | EF Education First    | + 2s     |
| 3. | Daniel Felipe Martínez | EF Education First    | + 2s     |
| 4. | Lawson Craddock        | EF Education First    | + 2s     |
| 5. | Maximiliano Richeze    | Deceuninck-Quick Step | + 10s    |
| 6. | Julian Alaphilippe     | Deceuninck-Quick Step | + 10s    |
| 7. | Bob Jungels            | Deceuninck-Quick Step | + 10s    |
| 8. | Jhonatan Narváez       | Team Sky              | + 12s    |
| 9. | Egan Bernal            | Team Sky              | + 12s    |
| 10. | Iván Ramiro Sosa       | Team Sky              | + 12s    |

### 3.ª etapa
| Rionegro - Rionegro | etapa escarpada | (167,6 km) |

| \| Classificação por etapas \| Classificação por etapas \| Classificação por etapas \| Classificação por etapas \| Classificação por etapas \| \| Ciclista \| Ciclista \| Equipe \| Tempo \| \| \| ------------------------ \| ------------------------ \| --------------------------- \| ------------------------ \| ------------------------ \| \| 1. \| Juan Sebastián Molano \| UAE Team Emirates \| 3h42m52s \| \| \| 2. \| Julian Alaphilippe \| Deceuninck-Quick Step \| + 0s \| \| \| 3. \| Diego Ochoa \| Manzana Postobón \| + 0s \| \| \| 4. \| Miguel Ángel López \| Astana \| + 0s \| \| \| 5. \| Egan Bernal \| Team Sky \| + 0s \| \| \| 6. \| Edwin Ávila \| Israel Cycling Academy \| + 0s \| \| \| 7. \| Miguel Flórez López \| Androni Giocattoli-Sidermec \| + 0s \| \| \| 8. \| Juan Esteban Arango \| Colômbia \| + 0s \| \| \| 9. \| Richard Carapaz \| Movistar Team \| + 0s \| \| \| 10. \| Edison Muñoz \| Orgullo Paisa \| + 0s \| \| |                       |                             |          |
| |                       |                             |          |
| Fonte: ProCyclingStats |                       |                             |          |
| Classificação por etapas |                       |                             |          |
| Ciclista | Ciclista              | Equipe                      | Tempo    |
| 1. | Juan Sebastián Molano | UAE Team Emirates           | 3h42m52s |
| 2. | Julian Alaphilippe    | Deceuninck-Quick Step       | + 0s     |
| 3. | Diego Ochoa           | Manzana Postobón            | + 0s     |
| 4. | Miguel Ángel López    | Astana                      | + 0s     |
| 5. | Egan Bernal           | Team Sky                    | + 0s     |
| 6. | Edwin Ávila           | Israel Cycling Academy      | + 0s     |
| 7. | Miguel Flórez López   | Androni Giocattoli-Sidermec | + 0s     |
| 8. | Juan Esteban Arango   | Colômbia                    | + 0s     |
| 9. | Richard Carapaz       | Movistar Team               | + 0s     |
| 10. | Edison Muñoz          | Orgullo Paisa               | + 0s     |

| \| Classificação geral \| Classificação geral \| Classificação geral \| Classificação geral \| Classificação geral \| \| Ciclista \| Ciclista \| Equipe \| Tempo \| \| \| ------------------- \| ---------------------- \| --------------------- \| ------------------- \| ------------------- \| \| 1. \| Rigoberto Urán \| EF Education First \| 7h19m37s \| \| \| 2. \| Daniel Felipe Martínez \| EF Education First \| + 0s \| \| \| 3. \| Lawson Craddock \| EF Education First \| + 0s \| \| \| 4. \| Julian Alaphilippe \| Deceuninck-Quick Step \| + 2s \| \| \| 5. \| Egan Bernal \| Team Sky \| + 8s \| \| \| 6. \| Bob Jungels \| Deceuninck-Quick Step \| + 8s \| \| \| 7. \| Jhonatan Narváez \| Team Sky \| + 9s \| \| \| 8. \| Iván Ramiro Sosa \| Team Sky \| + 10s \| \| \| 9. \| Chris Froome \| Team Sky \| + 10s \| \| \| 10. \| Sebastián Henao \| Team Sky \| + 10s \| \| |                        |                       |          |
| |                        |                       |          |
| Fonte: ProCyclingStats |                        |                       |          |
| Classificação geral |                        |                       |          |
| Ciclista | Ciclista               | Equipe                | Tempo    |
| 1. | Rigoberto Urán         | EF Education First    | 7h19m37s |
| 2. | Daniel Felipe Martínez | EF Education First    | + 0s     |
| 3. | Lawson Craddock        | EF Education First    | + 0s     |
| 4. | Julian Alaphilippe     | Deceuninck-Quick Step | + 2s     |
| 5. | Egan Bernal            | Team Sky              | + 8s     |
| 6. | Bob Jungels            | Deceuninck-Quick Step | + 8s     |
| 7. | Jhonatan Narváez       | Team Sky              | + 9s     |
| 8. | Iván Ramiro Sosa       | Team Sky              | + 10s    |
| 9. | Chris Froome           | Team Sky              | + 10s    |
| 10. | Sebastián Henao        | Team Sky              | + 10s    |

### 4.ª etapa
| Medellín - Medellín | etapa plana | (144 km) |

| \| Classificação por etapas \| Classificação por etapas \| Classificação por etapas \| Classificação por etapas \| Classificação por etapas \| \| Ciclista \| Ciclista \| Equipe \| Tempo \| \| \| ------------------------ \| ------------------------ \| --------------------------- \| ------------------------ \| ------------------------ \| \| 1. \| Bob Jungels \| Deceuninck-Quick Step \| 3h04m38s \| \| \| 2. \| Mihkel Räim \| Israel Cycling Academy \| + 2s \| \| \| 3. \| Julian Alaphilippe \| Deceuninck-Quick Step \| + 2s \| \| \| 4. \| David Villarreal \| Equador \| + 2s \| \| \| 5. \| Hideto Nakane \| Nippo-Vini Fantini-Faizanè \| + 2s \| \| \| 6. \| Diego Ochoa \| Manzana Postobón \| + 2s \| \| \| 7. \| Weimar Roldán \| Medellín \| + 2s \| \| \| 8. \| Edwin Ávila \| Israel Cycling Academy \| + 2s \| \| \| 9. \| Miguel Flórez López \| Androni Giocattoli-Sidermec \| + 2s \| \| \| 10. \| Daniel Muñoz \| Androni Giocattoli-Sidermec \| + 2s \| \| |                     |                             |          |
| |                     |                             |          |
| Fonte: ProCyclingStats |                     |                             |          |
| Classificação por etapas |                     |                             |          |
| Ciclista | Ciclista            | Equipe                      | Tempo    |
| 1. | Bob Jungels         | Deceuninck-Quick Step       | 3h04m38s |
| 2. | Mihkel Räim         | Israel Cycling Academy      | + 2s     |
| 3. | Julian Alaphilippe  | Deceuninck-Quick Step       | + 2s     |
| 4. | David Villarreal    | Equador                     | + 2s     |
| 5. | Hideto Nakane       | Nippo-Vini Fantini-Faizanè  | + 2s     |
| 6. | Diego Ochoa         | Manzana Postobón            | + 2s     |
| 7. | Weimar Roldán       | Medellín                    | + 2s     |
| 8. | Edwin Ávila         | Israel Cycling Academy      | + 2s     |
| 9. | Miguel Flórez López | Androni Giocattoli-Sidermec | + 2s     |
| 10. | Daniel Muñoz        | Androni Giocattoli-Sidermec | + 2s     |

| \| Classificação geral \| Classificação geral \| Classificação geral \| Classificação geral \| Classificação geral \| \| Ciclista \| Ciclista \| Equipe \| Tempo \| \| \| ------------------- \| ---------------------- \| --------------------- \| ------------------- \| ------------------- \| \| 1. \| Bob Jungels \| Deceuninck-Quick Step \| 10h24m13s \| \| \| 2. \| Julian Alaphilippe \| Deceuninck-Quick Step \| + 2s \| \| \| 3. \| Rigoberto Urán \| EF Education First \| + 4s \| \| \| 4. \| Daniel Felipe Martínez \| EF Education First \| + 4s \| \| \| 5. \| Lawson Craddock \| EF Education First \| + 4s \| \| \| 6. \| Egan Bernal \| Team Sky \| + 12s \| \| \| 7. \| Jhonatan Narváez \| Team Sky \| + 13s \| \| \| 8. \| Iván Ramiro Sosa \| Team Sky \| + 14s \| \| \| 9. \| Sebastián Henao \| Team Sky \| + 14s \| \| \| 10. \| Miguel Ángel López \| Astana \| + 18s \| \| |                        |                       |           |
| |                        |                       |           |
| Fonte: ProCyclingStats |                        |                       |           |
| Classificação geral |                        |                       |           |
| Ciclista | Ciclista               | Equipe                | Tempo     |
| 1. | Bob Jungels            | Deceuninck-Quick Step | 10h24m13s |
| 2. | Julian Alaphilippe     | Deceuninck-Quick Step | + 2s      |
| 3. | Rigoberto Urán         | EF Education First    | + 4s      |
| 4. | Daniel Felipe Martínez | EF Education First    | + 4s      |
| 5. | Lawson Craddock        | EF Education First    | + 4s      |
| 6. | Egan Bernal            | Team Sky              | + 12s     |
| 7. | Jhonatan Narváez       | Team Sky              | + 13s     |
| 8. | Iván Ramiro Sosa       | Team Sky              | + 14s     |
| 9. | Sebastián Henao        | Team Sky              | + 14s     |
| 10. | Miguel Ángel López     | Astana                | + 18s     |

### 5.ª etapa
| La Unión - La Unión | média montanha | (176,8 km) |

| \| Classificação por etapas \| Classificação por etapas \| Classificação por etapas \| Classificação por etapas \| Classificação por etapas \| \| Ciclista \| Ciclista \| Equipe \| Tempo \| \| \| ------------------------ \| ------------------------ \| -------------------------- \| ------------------------ \| ------------------------ \| \| 1. \| Julian Alaphilippe \| Deceuninck-Quick Step \| 4h16m44s \| \| \| 2. \| Miguel Ángel López \| Astana \| + 0s \| \| \| 3. \| Richard Carapaz \| Movistar Team \| + 0s \| \| \| 4. \| Daniel Felipe Martínez \| EF Education First \| + 0s \| \| \| 5. \| Iván Ramiro Sosa \| Team Sky \| + 6s \| \| \| 6. \| Bob Jungels \| Deceuninck-Quick Step \| + 42s \| \| \| 7. \| Rigoberto Urán \| EF Education First \| + 42s \| \| \| 8. \| Alejandro Osorio \| Nippo-Vini Fantini-Faizanè \| + 42s \| \| \| 9. \| Nairo Quintana \| Movistar Team \| + 42s \| \| \| 10. \| Egan Bernal \| Team Sky \| + 42s \| \| |                        |                            |          |
| |                        |                            |          |
| Fonte: ProCyclingStats |                        |                            |          |
| Classificação por etapas |                        |                            |          |
| Ciclista | Ciclista               | Equipe                     | Tempo    |
| 1. | Julian Alaphilippe     | Deceuninck-Quick Step      | 4h16m44s |
| 2. | Miguel Ángel López     | Astana                     | + 0s     |
| 3. | Richard Carapaz        | Movistar Team              | + 0s     |
| 4. | Daniel Felipe Martínez | EF Education First         | + 0s     |
| 5. | Iván Ramiro Sosa       | Team Sky                   | + 6s     |
| 6. | Bob Jungels            | Deceuninck-Quick Step      | + 42s    |
| 7. | Rigoberto Urán         | EF Education First         | + 42s    |
| 8. | Alejandro Osorio       | Nippo-Vini Fantini-Faizanè | + 42s    |
| 9. | Nairo Quintana         | Movistar Team              | + 42s    |
| 10. | Egan Bernal            | Team Sky                   | + 42s    |

| \| Classificação geral \| Classificação geral \| Classificação geral \| Classificação geral \| Classificação geral \| \| Ciclista \| Ciclista \| Equipe \| Tempo \| \| \| ------------------- \| ---------------------- \| --------------------- \| ------------------- \| ------------------- \| \| 1. \| Julian Alaphilippe \| Deceuninck-Quick Step \| 14h40m46s \| \| \| 2. \| Daniel Felipe Martínez \| EF Education First \| + 8s \| \| \| 3. \| Miguel Ángel López \| Astana \| + 23s \| \| \| 4. \| Iván Ramiro Sosa \| Team Sky \| + 29s \| \| \| 5. \| Bob Jungels \| Deceuninck-Quick Step \| + 53s \| \| \| 6. \| Richard Carapaz \| Movistar Team \| + 55s \| \| \| 7. \| Rigoberto Urán \| EF Education First \| + 57s \| \| \| 8. \| Lawson Craddock \| EF Education First \| + 57s \| \| \| 9. \| Egan Bernal \| Team Sky \| + 1m05s \| \| \| 10. \| Óscar Sevilla \| Medellín \| + 1m27s \| \| |                        |                       |           |
| |                        |                       |           |
| Fonte: ProCyclingStats |                        |                       |           |
| Classificação geral |                        |                       |           |
| Ciclista | Ciclista               | Equipe                | Tempo     |
| 1. | Julian Alaphilippe     | Deceuninck-Quick Step | 14h40m46s |
| 2. | Daniel Felipe Martínez | EF Education First    | + 8s      |
| 3. | Miguel Ángel López     | Astana                | + 23s     |
| 4. | Iván Ramiro Sosa       | Team Sky              | + 29s     |
| 5. | Bob Jungels            | Deceuninck-Quick Step | + 53s     |
| 6. | Richard Carapaz        | Movistar Team         | + 55s     |
| 7. | Rigoberto Urán         | EF Education First    | + 57s     |
| 8. | Lawson Craddock        | EF Education First    | + 57s     |
| 9. | Egan Bernal            | Team Sky              | + 1m05s   |
| 10. | Óscar Sevilla          | Medellín              | + 1m27s   |

### 6.ª etapa
| El Retiro - Alto de Las Palmas | média montanha | (173,5 km) |

| \| Classificação por etapas \| Classificação por etapas \| Classificação por etapas \| Classificação por etapas \| Classificação por etapas \| \| Ciclista \| Ciclista \| Equipe \| Tempo \| \| \| ------------------------ \| ------------------------ \| ------------------------ \| ------------------------ \| ------------------------ \| \| 1. \| Nairo Quintana \| Movistar Team \| 3h57m19s \| \| \| 2. \| Iván Ramiro Sosa \| Team Sky \| + 8s \| \| \| 3. \| Miguel Ángel López \| Astana \| + 8s \| \| \| 4. \| Egan Bernal \| Team Sky \| + 16s \| \| \| 5. \| Rigoberto Urán \| EF Education First \| + 1m01s \| \| \| 6. \| Daniel Felipe Martínez \| EF Education First \| + 1m01s \| \| \| 7. \| Jhojan García \| Manzana Postobón \| + 1m27s \| \| \| 8. \| Didier Chaparro \| Orgullo Paisa \| + 1m32s \| \| \| 9. \| Sergio Henao \| UAE Team Emirates \| + 1m36s \| \| \| 10. \| Jhonatan Narváez \| Team Sky \| + 1m40s \| \| |                        |                    |          |
| |                        |                    |          |
| Fonte: ProCyclingStats |                        |                    |          |
| Classificação por etapas |                        |                    |          |
| Ciclista | Ciclista               | Equipe             | Tempo    |
| 1. | Nairo Quintana         | Movistar Team      | 3h57m19s |
| 2. | Iván Ramiro Sosa       | Team Sky           | + 8s     |
| 3. | Miguel Ángel López     | Astana             | + 8s     |
| 4. | Egan Bernal            | Team Sky           | + 16s    |
| 5. | Rigoberto Urán         | EF Education First | + 1m01s  |
| 6. | Daniel Felipe Martínez | EF Education First | + 1m01s  |
| 7. | Jhojan García          | Manzana Postobón   | + 1m27s  |
| 8. | Didier Chaparro        | Orgullo Paisa      | + 1m32s  |
| 9. | Sergio Henao           | UAE Team Emirates  | + 1m36s  |
| 10. | Jhonatan Narváez       | Team Sky           | + 1m40s  |

## Classificações finais
As classificações finalizaram da seguinte forma:

### Classificação geral
| \| Classificação geral \| Classificação geral \| Classificação geral \| Classificação geral \| Classificação geral \| \| Ciclista \| Ciclista \| Equipe \| Tempo \| \| \| ------------------- \| ---------------------- \| -------------------------------- \| ------------------- \| ------------------- \| \| 1. \| Miguel Ángel López \| Astana \| 18h38m32s \| \| \| 2. \| Iván Ramiro Sosa \| Team Sky \| + 4s \| \| \| 3. \| Daniel Felipe Martínez \| EF Education First \| + 42s \| \| \| 4. \| Egan Bernal \| Team Sky \| + 54s \| \| \| 5. \| Nairo Quintana \| Movistar Team \| + 1m04s \| \| \| 6. \| Rigoberto Urán \| EF Education First \| + 1m31s \| \| \| 7. \| Julian Alaphilippe \| Deceuninck-Quick Step \| + 1m33s \| \| \| 8. \| Sergio Henao \| UAE Team Emirates \| + 2m41s \| \| \| 9. \| Richard Carapaz \| Movistar Team \| + 2m46s \| \| \| 10. \| Rodrigo Contreras \| Astana \| + 2m47s \| \| \| 11. \| Alejandro Osorio \| Nippo-Vini Fantini-Faizanè \| + 3m31s \| \| \| 12. \| Freddy Montaña \| EPM \| + 3m31s \| \| \| 13. \| Winner Anacona \| Movistar Team \| + 3m37s \| \| \| 14. \| Edward Beltrán \| Medellín \| + 3m37s \| \| \| 15. \| Óscar Quiroz \| Coldeportes Bicicletas Strongman \| + 3m40s \| \| |                        |                                  |           |
| |                        |                                  |           |
| Fonte: ProCyclingStats |                        |                                  |           |
| Classificação geral |                        |                                  |           |
| Ciclista | Ciclista               | Equipe                           | Tempo     |
| 1. | Miguel Ángel López     | Astana                           | 18h38m32s |
| 2. | Iván Ramiro Sosa       | Team Sky                         | + 4s      |
| 3. | Daniel Felipe Martínez | EF Education First               | + 42s     |
| 4. | Egan Bernal            | Team Sky                         | + 54s     |
| 5. | Nairo Quintana         | Movistar Team                    | + 1m04s   |
| 6. | Rigoberto Urán         | EF Education First               | + 1m31s   |
| 7. | Julian Alaphilippe     | Deceuninck-Quick Step            | + 1m33s   |
| 8. | Sergio Henao           | UAE Team Emirates                | + 2m41s   |
| 9. | Richard Carapaz        | Movistar Team                    | + 2m46s   |
| 10. | Rodrigo Contreras      | Astana                           | + 2m47s   |
| 11. | Alejandro Osorio       | Nippo-Vini Fantini-Faizanè       | + 3m31s   |
| 12. | Freddy Montaña         | EPM                              | + 3m31s   |
| 13. | Winner Anacona         | Movistar Team                    | + 3m37s   |
| 14. | Edward Beltrán         | Medellín                         | + 3m37s   |
| 15. | Óscar Quiroz           | Coldeportes Bicicletas Strongman | + 3m40s   |

### Classificação por pontos
| Classificação por pontos | Classificação por pontos | Classificação por pontos | Classificação por pontos | Classificação por pontos |
| Ciclista                 | Ciclista                 | Equipe                   | Pontos                   |                          |
| ------------------------ | ------------------------ | ------------------------ | ------------------------ | ------------------------ |
| 1.                       | Julian Alaphilippe       | Deceuninck-Quick Step    | 40 pts                   |                          |
| 2.                       | Miguel Ángel López       | Astana                   | 38 pts                   |                          |
| 3.                       | Juan Sebastián Molano    | UAE Team Emirates        | 25 pts                   |                          |
| 4.                       | Egan Bernal              | Team Sky                 | 22 pts                   |                          |
| 5.                       | Bob Jungels              | Deceuninck-Quick Step    | 21 pts                   |                          |
| 6.                       | Iván Ramiro Sosa         | Team Sky                 | 21 pts                   |                          |
| 7.                       | Daniel Felipe Martínez   | EF Education First       | 21 pts                   |                          |
| 8.                       | Diego Ochoa              | Manzana Postobón         | 19 pts                   |                          |
| 9.                       | Nairo Quintana           | Movistar Team            | 18 pts                   |                          |
| 10.                      | Álvaro Hodeg             | Deceuninck-Quick Step    | 18 pts                   |                          |

### Classificação da montanha
| Classificação da montanha | Classificação da montanha | Classificação da montanha        | Classificação da montanha | Classificação da montanha |
| Ciclista                  | Ciclista                  | Equipe                           | Pontos                    |                           |
| ------------------------- | ------------------------- | -------------------------------- | ------------------------- | ------------------------- |
| 1.                        | Iván Ramiro Sosa          | Team Sky                         | 13 pts                    |                           |
| 2.                        | Miguel Ángel López        | Astana                           | 12 pts                    |                           |
| 3.                        | Alexis Camacho            | Coldeportes-Zenú                 | 12 pts                    |                           |
| 4.                        | Nairo Quintana            | Movistar Team                    | 10 pts                    |                           |
| 5.                        | Daniel Felipe Martínez    | EF Education First               | 7 pts                     |                           |
| 6.                        | Óscar Quiroz              | Coldeportes Bicicletas Strongman | 7 pts                     |                           |
| 7.                        | William Muñoz             | Coldeportes Bicicletas Strongman | 6 pts                     |                           |
| 8.                        | José Tito Hernández       | Orgullo Paisa                    | 4 pts                     |                           |
| 9.                        | Egan Bernal               | Team Sky                         | 4 pts                     |                           |
| 10.                       | Fabio Duarte              | Medellín                         | 4 pts                     |                           |

### Classificação dos jovens
| Classificação dos jovens | Classificação dos jovens | Classificação dos jovens         | Classificação dos jovens | Classificação dos jovens |
| Ciclista                 | Ciclista                 | Equipe                           | Tempo                    |                          |
| ------------------------ | ------------------------ | -------------------------------- | ------------------------ | ------------------------ |
| 1.                       | Miguel Ángel López       | Astana                           | 18h38m32s                |                          |
| 2.                       | Iván Ramiro Sosa         | Team Sky                         | + 4s                     |                          |
| 3.                       | Daniel Felipe Martínez   | EF Education First               | + 42s                    |                          |
| 4.                       | Egan Bernal              | Team Sky                         | + 54s                    |                          |
| 5.                       | Rodrigo Contreras        | Astana                           | + 2m47s                  |                          |
| 6.                       | Alejandro Osorio         | Nippo-Vini Fantini-Faizanè       | + 3m31s                  |                          |
| 7.                       | Óscar Quiroz             | Coldeportes Bicicletas Strongman | + 3m40s                  |                          |
| 8.                       | Miguel Flórez López      | Androni Giocattoli-Sidermec      | + 4m05s                  |                          |
| 9.                       | Jefferson Cepeda         | Equador                          | + 4m14s                  |                          |
| 10.                      | Harold Tejada            | Medellín                         | + 4m44s                  |                          |

### Classificação dos sprints (metas volantes)
| Classificação por velocidade | Classificação por velocidade | Classificação por velocidade     | Classificação por velocidade | Classificação por velocidade |
| Ciclista                     | Ciclista                     | Equipe                           | Pontos                       |                              |
| ---------------------------- | ---------------------------- | -------------------------------- | ---------------------------- | ---------------------------- |
| 1.                           | Óscar Sevilla                | Medellín                         | 10 pts                       |                              |
| 2.                           | Miguel Ángel López           | Astana                           | 8 pts                        |                              |
| 3.                           | Steven Cuesta                | Deprisa                          | 8 pts                        |                              |
| 4.                           | Daniel Felipe Martínez       | EF Education First               | 7 pts                        |                              |
| 5.                           | Edwin Ávila                  | Israel Cycling Academy           | 6 pts                        |                              |
| 6.                           | Marvin Angarita              | Coldeportes Bicicletas Strongman | 6 pts                        |                              |
| 7.                           | Juan Esteban Arango          | Medellín                         | 6 pts                        |                              |
| 8.                           | Miguel Ángel Rubiano         | Coldeportes-Zenú                 | 4 pts                        |                              |
| 9.                           | José Tito Hernández          | Orgullo Paisa                    | 4 pts                        |                              |
| 10.                          | Julian Alaphilippe           | Deceuninck-Quick Step            | 3 pts                        |                              |

### Classificação por equipas
| Classificação por equipes | Classificação por equipes        | Classificação por equipes | Classificação por equipes |
| Equipe                    | Equipe                           | Tempo                     |                           |
| ------------------------- | -------------------------------- | ------------------------- | ------------------------- |
| 1.                        | EF Education First               | 55h31m37s                 |                           |
| 2.                        | Movistar Team                    | + 2s                      |                           |
| 3.                        | Sky                              | + 2m35s                   |                           |
| 4.                        | Medellín                         | + 5m21s                   |                           |
| 5.                        | Coldeportes Bicicletas Strongman | + 5m37s                   |                           |
| 6.                        | Astana                           | + 19m31s                  |                           |
| 7.                        | Orgullo Paisa                    | + 24m16s                  |                           |
| 8.                        | EPM-Scott                        | + 25m06s                  |                           |
| 9.                        | Manzana Postobón                 | + 32m47s                  |                           |
| 10.                       | Equador                          | + 42m50s                  |                           |

## Evolução das classificações
| Etapa                 | Ganhador de etapa     | Classificação geral | Classificação por pontos | Classificação da montanha | Classificação dos jovens | Prêmio da combatividad | Classificação dos sprints | Classificação por equipas |
| --------------------- | --------------------- | ------------------- | ------------------------ | ------------------------- | ------------------------ | ---------------------- | ------------------------- | ------------------------- |
| 1.ª                   | EF Education First    | Rigoberto Urán      | Rigoberto Urán           | Rigoberto Urán            | Daniel Martínez          | Daniel Martínez        | não outorgado             | EF Education First        |
| 2.ª                   | Álvaro Hodeg          | Álvaro Hodeg        | Álvaro Hodeg             | José Tito Hernández       | Álvaro Hodeg             | Steven Cuesta          | Steven Cuesta             | EF Education First        |
| 3.ª                   | Sebastián Molano      | Rigoberto Urán      | Sebastián Molano         | William Muñoz             | Daniel Martínez          | Fabio Duarte           | Marvin Angarita           | EF Education First        |
| 4.ª                   | Bob Jungels           | Bob Jungels         | Sebastián Molano         | William Muñoz             | Daniel Martínez          | Miguel Ángel López     | Miguel Ángel López        | EF Education First        |
| 5.ª                   | Julian Alaphilippe    | Julian Alaphilippe  | Julian Alaphilippe       | Alexis Camacho            | Daniel Martínez          | Óscar Quiroz           | Óscar Sevilla             | EF Education First        |
| 6.ª                   | Nairo Quintana        | Miguel Ángel López  | Julian Alaphilippe       | Iván Ramiro Sosa          | Miguel Ángel López       | Edwin Ávila            | Óscar Sevilla             | EF Education First        |
| Classificações finais | Classificações finais | Miguel Ángel López  | Julian Alaphilippe       | Iván Ramiro Sosa          | Miguel Ángel López       | não outorgado          | Óscar Sevilla             | EF Education First        |

## Ciclistas participantes e posições finais
| Team Sky SKY | Team Sky SKY               | Team Sky SKY |
| ------------ | -------------------------- | ------------ |
| Num          | Ciclista                   | Pos          |
| 1            | Egan Bernal (COL)          | 4.           |
| 2            | Jonathan Castroviejo (ESP) | 88.          |
| 3            | Chris Froome (GBR)         | 91.          |
| 4            | Sebastián Henao (COL)      | 35.          |
| 5            | Jhonatan Narváez (ECU)     | 29.          |
| 6            | Iván Ramiro Sosa (COL)     | 2.           |

| Movistar Team MOV | Movistar Team MOV       | Movistar Team MOV |
| ----------------- | ----------------------- | ----------------- |
| Num               | Ciclista                | Pos               |
| 11                | Winner Anacona (COL)    | 13.               |
| 12                | Jorge Arcas (ESP)       | 74.               |
| 13                | Richard Carapaz (ECU)   | 9.                |
| 14                | Nairo Quintana (COL)    | 5.                |
| 15                | Eduardo Sepúlveda (ARG) | 101.              |
| 16                | Marc Soler (ESP)        | 39.               |

| EF Education First EF1 | EF Education First EF1       | EF Education First EF1 |
| ---------------------- | ---------------------------- | ---------------------- |
| Num                    | Ciclista                     | Pos                    |
| 21                     | Nathan Brown (USA)           | 54.                    |
| 22                     | Lawson Craddock (USA)        | 16.                    |
| 23                     | Taylor Phinney (USA)         | 136.                   |
| 24                     | Alex Howes (USA)             | 100.                   |
| 25                     | Daniel Felipe Martínez (COL) | 3.                     |
| 26                     | Rigoberto Urán (COL)         | 6.                     |

| Deceuninck-Quick Step DQT | Deceuninck-Quick Step DQT | Deceuninck-Quick Step DQT |
| ------------------------- | ------------------------- | ------------------------- |
| Num                       | Ciclista                  | Pos                       |
| 31                        | Julian Alaphilippe (FRA)  | 7.                        |
| 32                        | Álvaro Hodeg (COL)        | 110.                      |
| 33                        | Bob Jungels (LUX)         | 28.                       |
| 34                        | Iljo Keisse (BEL)         | 122.                      |
| 35                        | Maximiliano Richeze (ARG) | 114.                      |
| 36                        | Petr Vakoč (CZE)          | 112.                      |

| Astana AST | Astana AST               | Astana AST |
| ---------- | ------------------------ | ---------- |
| Num        | Ciclista                 | Pos        |
| 41         | Miguel Ángel López (COL) | 1.         |
| 42         | Hernando Bohórquez (COL) | 89.        |
| 43         | Rodrigo Contreras (COL)  | 10.        |
| 44         | Jan Hirt (CZE)           | 51.        |
| 45         | Nikita Stalnow (KAZ)     | 86.        |
| 46         | Davide Villella (ITA)    | 67.        |

| UAE Team Emirates UAD | UAE Team Emirates UAD       | UAE Team Emirates UAD |
| --------------------- | --------------------------- | --------------------- |
| Num                   | Ciclista                    | Pos                   |
| 51                    | Tom Bohli (SUI)             | 131.                  |
| 52                    | Fernando Gaviria (COL)      | NP-3                  |
| 53                    | Sergio Henao (COL)          | 8.                    |
| 54                    | Juan Sebastián Molano (COL) | 94.                   |
| 55                    | Cristian Camilo Muñoz (COL) | 27.                   |
| 56                    | Oliviero Troia (ITA)        | 130.                  |

| Androni Giocattoli-Sidermec ANS | Androni Giocattoli-Sidermec ANS | Androni Giocattoli-Sidermec ANS |
| ------------------------------- | ------------------------------- | ------------------------------- |
| Num                             | Ciclista                        | Pos                             |
| 61                              | Matteo Pelucchi (ITA)           | DNF-2                           |
| 62                              | Marco Benfatto (ITA)            | DNF-3                           |
| 63                              | Miguel Flórez López (COL)       | 17.                             |
| 64                              | Julián Cardona (COL)            | DNF-5                           |
| 65                              | Daniel Muñoz (COL)              | 40.                             |
| 66                              | Kevin Rivera (CRC)              | 82.                             |

| Bardiani CSF BRD | Bardiani CSF BRD        | Bardiani CSF BRD |
| ---------------- | ----------------------- | ---------------- |
| Num              | Ciclista                | Pos              |
| 71               | Enrico Barbin (ITA)     | 60.              |
| 72               | Michael Bresciani (ITA) | DNF-5            |
| 73               | Andrea Guardini (ITA)   | DNF-3            |
| 74               | Mirco Maestri (ITA)     | 77.              |
| 75               | Marco Maronese (ITA)    | 117.             |
| 76               | Paolo Simion (ITA)      | 111.             |

| Hagens Berman Axeon HBA | Hagens Berman Axeon HBA | Hagens Berman Axeon HBA |
| ----------------------- | ----------------------- | ----------------------- |
| Num                     | Ciclista                | Pos                     |
| 81                      | João Almeida (POR)      | 118.                    |
| 82                      | Edward Anderson (USA)   | 90.                     |
| 83                      | Jonathan Brown (USA)    | DNF-5                   |
| 84                      | Cole Davis (USA)        | 116.                    |
| 85                      | Sean Quinn (USA)        | 81.                     |
| 86                      | Karel Vacek (CZE)       | DNF-5                   |

| Israel Cycling Academy ICA | Israel Cycling Academy ICA | Israel Cycling Academy ICA |
| -------------------------- | -------------------------- | -------------------------- |
| Num                        | Ciclista                   | Pos                        |
| 91                         | Edwin Ávila (COL)          | 72.                        |
| 92                         | Matteo Badilatti (SUI)     | 87.                        |
| 93                         | Clément Carisey (FRA)      | 113.                       |
| 94                         | Roy Goldstein (ISR)        | DNF-5                      |
| 95                         | Mihkel Räim (EST)          | DNF-5                      |
| 96                         | Daniel Turek (CZE)         | 78.                        |

| Neri Sottoli-Selle Italia-KTM NSK | Neri Sottoli-Selle Italia-KTM NSK | Neri Sottoli-Selle Italia-KTM NSK |
| --------------------------------- | --------------------------------- | --------------------------------- |
| Num                               | Ciclista                          | Pos                               |
| 101                               | Dayer Quintana (COL)              | 24.                               |
| 102                               | Liam Bertazzo (ITA)               | DNF-2                             |
| 103                               | Sebastian Schönberger (AUT)       | 59.                               |
| 104                               | Etienne van Empel (NED)           | 107.                              |
| 105                               | Luca Pacioni (ITA)                | 119.                              |
| 106                               | Lorenzo Fortunato (ITA)           | 108.                              |

| Nippo-Vini Fantini-Faizanè NIP | Nippo-Vini Fantini-Faizanè NIP | Nippo-Vini Fantini-Faizanè NIP |
| ------------------------------ | ------------------------------ | ------------------------------ |
| Num                            | Ciclista                       | Pos                            |
| 111                            | Rubén Acosta (COL)             | 76.                            |
| 112                            | Masakazu Ito (JPN)             | 95.                            |
| 113                            | Imerio Cima (ITA)              | 123.                           |
| 114                            | Hideto Nakane (JPN)            | DNF-5                          |
| 115                            | Alejandro Osorio (COL)         | 11.                            |
| 116                            | Ivan Santaromita (ITA)         | NP-6                           |

| Manzana Postobón MZN | Manzana Postobón MZN       | Manzana Postobón MZN |
| -------------------- | -------------------------- | -------------------- |
| Num                  | Ciclista                   | Pos                  |
| 121                  | Jhojan García (COL)        | 36.                  |
| 122                  | Aldemar Reyes Ortega (COL) | 34.                  |
| 123                  | Daniel Jaramillo (COL)     | 71.                  |
| 124                  | Diego Ochoa (COL)          | 33.                  |
| 125                  | Wilmar Paredes (COL)       | 102.                 |
| 126                  | Juan Felipe Osorio (COL)   | 66.                  |

| IAM Excelsior IAM | IAM Excelsior IAM       | IAM Excelsior IAM |
| ----------------- | ----------------------- | ----------------- |
| Num               | Ciclista                | Pos               |
| 131               | Simon Pellaud (SUI)     | 58.               |
| 132               | Dylan Page (SUI)        | DNF-5             |
| 133               | Anthony Rappo (SUI)     | 63.               |
| 134               | Antoine Debons (SUI)    | 121.              |
| 135               | Joab Schneiter (SUI)    | 56.               |
| 136               | Samuele Zoccarato (ITA) | 99.               |

| Efapel EFP | Efapel EFP             | Efapel EFP |
| ---------- | ---------------------- | ---------- |
| Num        | Ciclista               | Pos        |
| 141        | Sérgio Paulinho (POR)  | DNF-3      |
| 142        | Jóni Brandão (POR)     | DNF-5      |
| 143        | Rafael Silva (POR)     | 125.       |
| 144        | Bruno Silva (POR)      | DNF-5      |
| 145        | Marcos Jurado (ESP)    | 80.        |
| 146        | Fabricio Ferrari (URU) | 127.       |

| Medellín MED | Medellín MED         | Medellín MED |
| ------------ | -------------------- | ------------ |
| Num          | Ciclista             | Pos          |
| 151          | Óscar Sevilla (ESP)  | 19.          |
| 152          | Walter Vargas (COL)  | 115.         |
| 153          | Weimar Roldán (COL)  | 93.          |
| 154          | Fabio Duarte (COL)   | 46.          |
| 155          | Edward Beltrán (COL) | 14.          |
| 156          | Harold Tejada (COL)  | 20.          |

| Aevolo AEV | Aevolo AEV            | Aevolo AEV |
| ---------- | --------------------- | ---------- |
| Num        | Ciclista              | Pos        |
| 161        | Alex Hoehn (USA)      | 41.        |
| 162        | Luis Villalobos (MEX) | DNF-3      |
| 163        | Fernando Islas (MEX)  | DNF-5      |
| 164        | Gabriel Rojas (CRC)   | 128.       |
| 165        | Cade Bickmore (USA)   | DNF-5      |
| 166        | Riley Sheehan (USA)   | DNF-5      |

| EPM | EPM                       | EPM |
| --- | ------------------------- | --- |
| Num | Ciclista                  | Pos |
| 171 | Ángel Alexander Gil (COL) | 22. |
| 172 | Janier Acevedo (COL)      | 62. |
| 173 | Freddy Montaña (COL)      | 12. |
| 174 | Edwin Carvajal (COL)      | 49. |
| 175 | Jaime Castañeda (COL)     | 97. |
| 176 | Jairo Salas (COL)         | 64. |

| Coldeportes Bicicletas Strongman BSM | Coldeportes Bicicletas Strongman BSM | Coldeportes Bicicletas Strongman BSM |
| ------------------------------------ | ------------------------------------ | ------------------------------------ |
| Num                                  | Ciclista                             | Pos                                  |
| 181                                  | Aristóbulo Cala (COL)                | 104.                                 |
| 182                                  | Óscar Quiroz (COL)                   | 15.                                  |
| 183                                  | Brayan Hernández (COL)               | 25.                                  |
| 184                                  | Jonathan Cañaveral (COL)             | 26.                                  |
| 185                                  | William Muñoz (COL)                  | 103.                                 |
| 186                                  | Eduardo Estrada (COL)                | 129.                                 |

| GW Shimano GWS | GW Shimano GWS            | GW Shimano GWS |
| -------------- | ------------------------- | -------------- |
| Num            | Ciclista                  | Pos            |
| 191            | Juan Pablo Suárez (COL)   | 31.            |
| 192            | José Serpa (COL)          | 75.            |
| 193            | Luis Felipe Laverde (COL) | 68.            |
| 194            | Heiner Parra (COL)        | 50.            |
| 195            | Carlos Alzate (COL)       | 126.           |
| 196            | Nicolás Castro (COL)      | 106.           |

| Orgullo Paisa EOP | Orgullo Paisa EOP         | Orgullo Paisa EOP |
| ----------------- | ------------------------- | ----------------- |
| Num               | Ciclista                  | Pos               |
| 201               | Danny Osorio (COL)        | 23.               |
| 202               | José Tito Hernández (COL) | 85.               |
| 203               | Rafael Montiel (COL)      | 57.               |
| 204               | Edison Muñoz (COL)        | 53.               |
| 205               | Brayan Sánchez (COL)      | 61.               |
| 206               | Didier Chaparro (COL)     | 21.               |

| Coldeportes-Zenú ECZ | Coldeportes-Zenú ECZ       | Coldeportes-Zenú ECZ |
| -------------------- | -------------------------- | -------------------- |
| Num                  | Ciclista                   | Pos                  |
| 211                  | Alex Cano (COL)            | 73.                  |
| 212                  | Miguel Ángel Rubiano (COL) | 43.                  |
| 213                  | Alexis Camacho (COL)       | 30.                  |
| 214                  | Germán Chávez (COL)        | 44.                  |
| 215                  | Brayan Ramírez (COL)       | 69.                  |
| 216                  | Juan Diego Alba (COL)      | 92.                  |

| Illuminate ILU | Illuminate ILU           | Illuminate ILU |
| -------------- | ------------------------ | -------------- |
| Num            | Ciclista                 | Pos            |
| 221            | Rodolfo Torres (COL)     | 70.            |
| 222            | Félix Barón (COL)        | NP-6           |
| 223            | Camilo Castiblanco (COL) | 37.            |
| 224            | Steven Kalf (EST)        | DNF-5          |
| 225            | Martin Laas (EST)        | DNF-5          |
| 226            | Cameron Piper (USA)      | 105.           |

| BetPlay Cycling Team BET | BetPlay Cycling Team BET     | BetPlay Cycling Team BET |
| ------------------------ | ---------------------------- | ------------------------ |
| Num                      | Ciclista                     | Pos                      |
| 231                      | Norberto Wilches (COL)       | 109.                     |
| 232                      | Diego Ruiz (COL)             | 79.                      |
| 233                      | Didier Sastoque (COL)        | 84.                      |
| 234                      | Nicolás García Alvarez (COL) | HD-5                     |
| 235                      | Elkin Palmar (COL)           | 124.                     |
| 236                      | Cristián Torres (COL)        | 134.                     |

| Deprisa DPA | Deprisa DPA            | Deprisa DPA |
| ----------- | ---------------------- | ----------- |
| Num         | Ciclista               | Pos         |
| 241         | Sebastián Caro (COL)   | 52.         |
| 242         | Jahir Pérez (COL)      | 42.         |
| 243         | Heimarhanz Ariza (COL) | DNF-5       |
| 244         | Steven Cuesta (COL)    | 135.        |
| 245         | Albeiro Rabón (COL)    | 132.        |
| 246         | Bacilio Ramos (BOL)    | DNF-3       |

| Colômbia COL | Colômbia COL           | Colômbia COL |
| ------------ | ---------------------- | ------------ |
| Num          | Ciclista               | Pos          |
| 251          | Einer Rubio            | 65.          |
| 252          | Juan Esteban Arango    | 48.          |
| 253          | Marvin Angarita        | 120.         |
| 254          | Javier Ignacio Montoya | 45.          |
| 255          | Álvaro Duarte Sandoval | 32.          |
| 256          | Sebastián Castaño      | 47.          |

| Itália ITA | Itália ITA          | Itália ITA |
| ---------- | ------------------- | ---------- |
| Num        | Ciclista            | Pos        |
| 261        | Francesco Lamon     | DNF-5      |
| 262        | Michele Scartezzini | DNF-5      |
| 263        | Davide Plebani      | DNF-3      |
| 264        | Attilio Viviani     | DQ-5       |
| 265        | Dario Puccioni      | 83.        |
| 266        | Davide Baldaccini   | 133.       |

| Equador ECU | Equador ECU           | Equador ECU |
| ----------- | --------------------- | ----------- |
| Num         | Ciclista              | Pos         |
| 271         | Byron Guamá           | 38.         |
| 272         | Jefferson Cepeda      | 18.         |
| 273         | Cristian Pita         | 98.         |
| 274         | Jorge Luis Montenegro | 96.         |
| 275         | David Villarreal      | 55.         |
| 276         | Carlos Quishpe        | DNF-5       |

| Team Sky SKY | Team Sky SKY               | Team Sky SKY |
| ------------ | -------------------------- | ------------ |
| Num          | Ciclista                   | Pos          |
| 1            | Egan Bernal (COL)          | 4.           |
| 2            | Jonathan Castroviejo (ESP) | 88.          |
| 3            | Chris Froome (GBR)         | 91.          |
| 4            | Sebastián Henao (COL)      | 35.          |
| 5            | Jhonatan Narváez (ECU)     | 29.          |
| 6            | Iván Ramiro Sosa (COL)     | 2.           |

| Movistar Team MOV | Movistar Team MOV       | Movistar Team MOV |
| ----------------- | ----------------------- | ----------------- |
| Num               | Ciclista                | Pos               |
| 11                | Winner Anacona (COL)    | 13.               |
| 12                | Jorge Arcas (ESP)       | 74.               |
| 13                | Richard Carapaz (ECU)   | 9.                |
| 14                | Nairo Quintana (COL)    | 5.                |
| 15                | Eduardo Sepúlveda (ARG) | 101.              |
| 16                | Marc Soler (ESP)        | 39.               |

| EF Education First EF1 | EF Education First EF1       | EF Education First EF1 |
| ---------------------- | ---------------------------- | ---------------------- |
| Num                    | Ciclista                     | Pos                    |
| 21                     | Nathan Brown (USA)           | 54.                    |
| 22                     | Lawson Craddock (USA)        | 16.                    |
| 23                     | Taylor Phinney (USA)         | 136.                   |
| 24                     | Alex Howes (USA)             | 100.                   |
| 25                     | Daniel Felipe Martínez (COL) | 3.                     |
| 26                     | Rigoberto Urán (COL)         | 6.                     |

| Deceuninck-Quick Step DQT | Deceuninck-Quick Step DQT | Deceuninck-Quick Step DQT |
| ------------------------- | ------------------------- | ------------------------- |
| Num                       | Ciclista                  | Pos                       |
| 31                        | Julian Alaphilippe (FRA)  | 7.                        |
| 32                        | Álvaro Hodeg (COL)        | 110.                      |
| 33                        | Bob Jungels (LUX)         | 28.                       |
| 34                        | Iljo Keisse (BEL)         | 122.                      |
| 35                        | Maximiliano Richeze (ARG) | 114.                      |
| 36                        | Petr Vakoč (CZE)          | 112.                      |

| Astana AST | Astana AST               | Astana AST |
| ---------- | ------------------------ | ---------- |
| Num        | Ciclista                 | Pos        |
| 41         | Miguel Ángel López (COL) | 1.         |
| 42         | Hernando Bohórquez (COL) | 89.        |
| 43         | Rodrigo Contreras (COL)  | 10.        |
| 44         | Jan Hirt (CZE)           | 51.        |
| 45         | Nikita Stalnow (KAZ)     | 86.        |
| 46         | Davide Villella (ITA)    | 67.        |

| UAE Team Emirates UAD | UAE Team Emirates UAD       | UAE Team Emirates UAD |
| --------------------- | --------------------------- | --------------------- |
| Num                   | Ciclista                    | Pos                   |
| 51                    | Tom Bohli (SUI)             | 131.                  |
| 52                    | Fernando Gaviria (COL)      | NP-3                  |
| 53                    | Sergio Henao (COL)          | 8.                    |
| 54                    | Juan Sebastián Molano (COL) | 94.                   |
| 55                    | Cristian Camilo Muñoz (COL) | 27.                   |
| 56                    | Oliviero Troia (ITA)        | 130.                  |

| Androni Giocattoli-Sidermec ANS | Androni Giocattoli-Sidermec ANS | Androni Giocattoli-Sidermec ANS |
| ------------------------------- | ------------------------------- | ------------------------------- |
| Num                             | Ciclista                        | Pos                             |
| 61                              | Matteo Pelucchi (ITA)           | DNF-2                           |
| 62                              | Marco Benfatto (ITA)            | DNF-3                           |
| 63                              | Miguel Flórez López (COL)       | 17.                             |
| 64                              | Julián Cardona (COL)            | DNF-5                           |
| 65                              | Daniel Muñoz (COL)              | 40.                             |
| 66                              | Kevin Rivera (CRC)              | 82.                             |

| Bardiani CSF BRD | Bardiani CSF BRD        | Bardiani CSF BRD |
| ---------------- | ----------------------- | ---------------- |
| Num              | Ciclista                | Pos              |
| 71               | Enrico Barbin (ITA)     | 60.              |
| 72               | Michael Bresciani (ITA) | DNF-5            |
| 73               | Andrea Guardini (ITA)   | DNF-3            |
| 74               | Mirco Maestri (ITA)     | 77.              |
| 75               | Marco Maronese (ITA)    | 117.             |
| 76               | Paolo Simion (ITA)      | 111.             |

| Hagens Berman Axeon HBA | Hagens Berman Axeon HBA | Hagens Berman Axeon HBA |
| ----------------------- | ----------------------- | ----------------------- |
| Num                     | Ciclista                | Pos                     |
| 81                      | João Almeida (POR)      | 118.                    |
| 82                      | Edward Anderson (USA)   | 90.                     |
| 83                      | Jonathan Brown (USA)    | DNF-5                   |
| 84                      | Cole Davis (USA)        | 116.                    |
| 85                      | Sean Quinn (USA)        | 81.                     |
| 86                      | Karel Vacek (CZE)       | DNF-5                   |

| Israel Cycling Academy ICA | Israel Cycling Academy ICA | Israel Cycling Academy ICA |
| -------------------------- | -------------------------- | -------------------------- |
| Num                        | Ciclista                   | Pos                        |
| 91                         | Edwin Ávila (COL)          | 72.                        |
| 92                         | Matteo Badilatti (SUI)     | 87.                        |
| 93                         | Clément Carisey (FRA)      | 113.                       |
| 94                         | Roy Goldstein (ISR)        | DNF-5                      |
| 95                         | Mihkel Räim (EST)          | DNF-5                      |
| 96                         | Daniel Turek (CZE)         | 78.                        |

| Neri Sottoli-Selle Italia-KTM NSK | Neri Sottoli-Selle Italia-KTM NSK | Neri Sottoli-Selle Italia-KTM NSK |
| --------------------------------- | --------------------------------- | --------------------------------- |
| Num                               | Ciclista                          | Pos                               |
| 101                               | Dayer Quintana (COL)              | 24.                               |
| 102                               | Liam Bertazzo (ITA)               | DNF-2                             |
| 103                               | Sebastian Schönberger (AUT)       | 59.                               |
| 104                               | Etienne van Empel (NED)           | 107.                              |
| 105                               | Luca Pacioni (ITA)                | 119.                              |
| 106                               | Lorenzo Fortunato (ITA)           | 108.                              |

| Nippo-Vini Fantini-Faizanè NIP | Nippo-Vini Fantini-Faizanè NIP | Nippo-Vini Fantini-Faizanè NIP |
| ------------------------------ | ------------------------------ | ------------------------------ |
| Num                            | Ciclista                       | Pos                            |
| 111                            | Rubén Acosta (COL)             | 76.                            |
| 112                            | Masakazu Ito (JPN)             | 95.                            |
| 113                            | Imerio Cima (ITA)              | 123.                           |
| 114                            | Hideto Nakane (JPN)            | DNF-5                          |
| 115                            | Alejandro Osorio (COL)         | 11.                            |
| 116                            | Ivan Santaromita (ITA)         | NP-6                           |

| Manzana Postobón MZN | Manzana Postobón MZN       | Manzana Postobón MZN |
| -------------------- | -------------------------- | -------------------- |
| Num                  | Ciclista                   | Pos                  |
| 121                  | Jhojan García (COL)        | 36.                  |
| 122                  | Aldemar Reyes Ortega (COL) | 34.                  |
| 123                  | Daniel Jaramillo (COL)     | 71.                  |
| 124                  | Diego Ochoa (COL)          | 33.                  |
| 125                  | Wilmar Paredes (COL)       | 102.                 |
| 126                  | Juan Felipe Osorio (COL)   | 66.                  |

| IAM Excelsior IAM | IAM Excelsior IAM       | IAM Excelsior IAM |
| ----------------- | ----------------------- | ----------------- |
| Num               | Ciclista                | Pos               |
| 131               | Simon Pellaud (SUI)     | 58.               |
| 132               | Dylan Page (SUI)        | DNF-5             |
| 133               | Anthony Rappo (SUI)     | 63.               |
| 134               | Antoine Debons (SUI)    | 121.              |
| 135               | Joab Schneiter (SUI)    | 56.               |
| 136               | Samuele Zoccarato (ITA) | 99.               |

| Efapel EFP | Efapel EFP             | Efapel EFP |
| ---------- | ---------------------- | ---------- |
| Num        | Ciclista               | Pos        |
| 141        | Sérgio Paulinho (POR)  | DNF-3      |
| 142        | Jóni Brandão (POR)     | DNF-5      |
| 143        | Rafael Silva (POR)     | 125.       |
| 144        | Bruno Silva (POR)      | DNF-5      |
| 145        | Marcos Jurado (ESP)    | 80.        |
| 146        | Fabricio Ferrari (URU) | 127.       |

| Medellín MED | Medellín MED         | Medellín MED |
| ------------ | -------------------- | ------------ |
| Num          | Ciclista             | Pos          |
| 151          | Óscar Sevilla (ESP)  | 19.          |
| 152          | Walter Vargas (COL)  | 115.         |
| 153          | Weimar Roldán (COL)  | 93.          |
| 154          | Fabio Duarte (COL)   | 46.          |
| 155          | Edward Beltrán (COL) | 14.          |
| 156          | Harold Tejada (COL)  | 20.          |

| Aevolo AEV | Aevolo AEV            | Aevolo AEV |
| ---------- | --------------------- | ---------- |
| Num        | Ciclista              | Pos        |
| 161        | Alex Hoehn (USA)      | 41.        |
| 162        | Luis Villalobos (MEX) | DNF-3      |
| 163        | Fernando Islas (MEX)  | DNF-5      |
| 164        | Gabriel Rojas (CRC)   | 128.       |
| 165        | Cade Bickmore (USA)   | DNF-5      |
| 166        | Riley Sheehan (USA)   | DNF-5      |

| EPM | EPM                       | EPM |
| --- | ------------------------- | --- |
| Num | Ciclista                  | Pos |
| 171 | Ángel Alexander Gil (COL) | 22. |
| 172 | Janier Acevedo (COL)      | 62. |
| 173 | Freddy Montaña (COL)      | 12. |
| 174 | Edwin Carvajal (COL)      | 49. |
| 175 | Jaime Castañeda (COL)     | 97. |
| 176 | Jairo Salas (COL)         | 64. |

| Coldeportes Bicicletas Strongman BSM | Coldeportes Bicicletas Strongman BSM | Coldeportes Bicicletas Strongman BSM |
| ------------------------------------ | ------------------------------------ | ------------------------------------ |
| Num                                  | Ciclista                             | Pos                                  |
| 181                                  | Aristóbulo Cala (COL)                | 104.                                 |
| 182                                  | Óscar Quiroz (COL)                   | 15.                                  |
| 183                                  | Brayan Hernández (COL)               | 25.                                  |
| 184                                  | Jonathan Cañaveral (COL)             | 26.                                  |
| 185                                  | William Muñoz (COL)                  | 103.                                 |
| 186                                  | Eduardo Estrada (COL)                | 129.                                 |

| GW Shimano GWS | GW Shimano GWS            | GW Shimano GWS |
| -------------- | ------------------------- | -------------- |
| Num            | Ciclista                  | Pos            |
| 191            | Juan Pablo Suárez (COL)   | 31.            |
| 192            | José Serpa (COL)          | 75.            |
| 193            | Luis Felipe Laverde (COL) | 68.            |
| 194            | Heiner Parra (COL)        | 50.            |
| 195            | Carlos Alzate (COL)       | 126.           |
| 196            | Nicolás Castro (COL)      | 106.           |

| Orgullo Paisa EOP | Orgullo Paisa EOP         | Orgullo Paisa EOP |
| ----------------- | ------------------------- | ----------------- |
| Num               | Ciclista                  | Pos               |
| 201               | Danny Osorio (COL)        | 23.               |
| 202               | José Tito Hernández (COL) | 85.               |
| 203               | Rafael Montiel (COL)      | 57.               |
| 204               | Edison Muñoz (COL)        | 53.               |
| 205               | Brayan Sánchez (COL)      | 61.               |
| 206               | Didier Chaparro (COL)     | 21.               |

| Coldeportes-Zenú ECZ | Coldeportes-Zenú ECZ       | Coldeportes-Zenú ECZ |
| -------------------- | -------------------------- | -------------------- |
| Num                  | Ciclista                   | Pos                  |
| 211                  | Alex Cano (COL)            | 73.                  |
| 212                  | Miguel Ángel Rubiano (COL) | 43.                  |
| 213                  | Alexis Camacho (COL)       | 30.                  |
| 214                  | Germán Chávez (COL)        | 44.                  |
| 215                  | Brayan Ramírez (COL)       | 69.                  |
| 216                  | Juan Diego Alba (COL)      | 92.                  |

| Illuminate ILU | Illuminate ILU           | Illuminate ILU |
| -------------- | ------------------------ | -------------- |
| Num            | Ciclista                 | Pos            |
| 221            | Rodolfo Torres (COL)     | 70.            |
| 222            | Félix Barón (COL)        | NP-6           |
| 223            | Camilo Castiblanco (COL) | 37.            |
| 224            | Steven Kalf (EST)        | DNF-5          |
| 225            | Martin Laas (EST)        | DNF-5          |
| 226            | Cameron Piper (USA)      | 105.           |

| BetPlay Cycling Team BET | BetPlay Cycling Team BET     | BetPlay Cycling Team BET |
| ------------------------ | ---------------------------- | ------------------------ |
| Num                      | Ciclista                     | Pos                      |
| 231                      | Norberto Wilches (COL)       | 109.                     |
| 232                      | Diego Ruiz (COL)             | 79.                      |
| 233                      | Didier Sastoque (COL)        | 84.                      |
| 234                      | Nicolás García Alvarez (COL) | HD-5                     |
| 235                      | Elkin Palmar (COL)           | 124.                     |
| 236                      | Cristián Torres (COL)        | 134.                     |

| Deprisa DPA | Deprisa DPA            | Deprisa DPA |
| ----------- | ---------------------- | ----------- |
| Num         | Ciclista               | Pos         |
| 241         | Sebastián Caro (COL)   | 52.         |
| 242         | Jahir Pérez (COL)      | 42.         |
| 243         | Heimarhanz Ariza (COL) | DNF-5       |
| 244         | Steven Cuesta (COL)    | 135.        |
| 245         | Albeiro Rabón (COL)    | 132.        |
| 246         | Bacilio Ramos (BOL)    | DNF-3       |

| Colômbia COL | Colômbia COL           | Colômbia COL |
| ------------ | ---------------------- | ------------ |
| Num          | Ciclista               | Pos          |
| 251          | Einer Rubio            | 65.          |
| 252          | Juan Esteban Arango    | 48.          |
| 253          | Marvin Angarita        | 120.         |
| 254          | Javier Ignacio Montoya | 45.          |
| 255          | Álvaro Duarte Sandoval | 32.          |
| 256          | Sebastián Castaño      | 47.          |

| Itália ITA | Itália ITA          | Itália ITA |
| ---------- | ------------------- | ---------- |
| Num        | Ciclista            | Pos        |
| 261        | Francesco Lamon     | DNF-5      |
| 262        | Michele Scartezzini | DNF-5      |
| 263        | Davide Plebani      | DNF-3      |
| 264        | Attilio Viviani     | DQ-5       |
| 265        | Dario Puccioni      | 83.        |
| 266        | Davide Baldaccini   | 133.       |

| Equador ECU | Equador ECU           | Equador ECU |
| ----------- | --------------------- | ----------- |
| Num         | Ciclista              | Pos         |
| 271         | Byron Guamá           | 38.         |
| 272         | Jefferson Cepeda      | 18.         |
| 273         | Cristian Pita         | 98.         |
| 274         | Jorge Luis Montenegro | 96.         |
| 275         | David Villarreal      | 55.         |
| 276         | Carlos Quishpe        | DNF-5       |

Convenções:
- AB-N: Abandono na etapa "N"
- FLT-N: Retiro por chegada fora do limite de tempo na etapa "N"
- NTS-N: Não tomou a saída para a etapa "N"
- DES-N: Desclassificado ou expulsado na etapa "N"

## UCI World Ranking
O Tour Colombia outorgou pontos para o UCI World Ranking para corredores das equipas nas categorias UCI WorldTeam, Profissional Continental e Equipas Continentais. As seguintes tabelas mostram o barómetro de pontuação e os 10 corredores que obtiveram mais pontos:
| Posição             | 1.º | 2.º | 3.º | 4.º | 5.º | 6.º | 7.º | 8.º | 9.º | 10.º | 11.º | 12.º | 13.º-15.º | 16.º-25.º |
| Classificação geral | 125 | 85  | 70  | 60  | 50  | 40  | 35  | 30  | 25  | 20   | 15   | 10   | 5         | 3         |
| Por etapa           | 14  | 5   | 3   |     |     |     |     |     |     |      |      |      |           |           |
| Líder               | 3   |     |     |     |     |     |     |     |     |      |      |      |           |           |

| Classificação |                        |                       |       |       |       |       |
| Posição       | Ciclista               | Equipa                | Geral | Etapa | Líder | Total |
| ------------- | ---------------------- | --------------------- | ----- | ----- | ----- | ----- |
| 1.º           | Miguel Ángel López     | Astana                | 125   | 8     | -     | 133   |
| 2.º           | Iván Ramiro Sosa       | Sky                   | 85    | 5,5   | -     | 90,5  |
| 3.º           | Daniel Felipe Martínez | EF Education First    | 70    | 2,33  | -     | 72,33 |
| 4.º           | Nairo Quintana         | Movistar              | 50    | 14    | -     | 64    |
| 5.º           | Julian Alaphilippe     | Deceuninck-Quick Step | 35    | 22,83 | 3     | 60,83 |
| 6.º           | Egan Bernal            | Sky                   | 60    | 0,5   | -     | 60,5  |
| 7.º           | Rigoberto Urán         | EF Education First    | 40    | 2,33  | 6     | 48,33 |
| 8.º           | Sergio Henao           | UAE Emirates          | 30    | -     | -     | 30    |
| 9.º           | Richard Carapaz        | Movistar              | 25    | 3     | -     | 28    |
| 10.º          | Rodrigo Contreras      | Astana                | 20    | -     | -     | 20    |